# 09h00 - 10h00 (épisode de 24 Heures chrono, saison 4)
09h00 - 10h00 est le troisième épisode de la 4e saison de la série télévisée 24 Heures chrono.

## Résumé

### De 09:00:00 à 09:10:50
- Dans l'avion du Président, une réunion de crise est organisée avec les hauts dirigeants ainsi qu'Erin Driscoll. Le Président annonce que les terroristes ont annoncé qu'ils allaient juger et exécuter James Heller. Les médias vont coopérer et ne pas diffuser le procès du Ministre de la Défense, mais les terroristes comptent se servir d'Internet, et sont donc incontrôlables. Le seul moyen est de remonter à la source et de sauver le Ministre ainsi que sa fille. Erin annonce que la Cellule travaille sur quelques pistes dont on saura très vite si elles sont prometteuses ou non.
- À la Cellule anti-terroriste, Erin s'informe auprès de Curtis de l'avancée des opérations avec Richard Heller. Elle veut savoir rapidement s'il a un rapport dans l'enlèvement de son père. De son côté, Chloe lui apprend qu'on est sans nouvelles de Jack, Ronnie et Andrew Paige. Quelqu'un aurait intercepté le témoin à la gare et les deux hommes de terrain ne répondent pas au téléphone. Chloe part demander un rapport à la suite des coups de feu tirés à la gare. Sarah Gavin se charge d'envoyer une photo d'Andrew Paige aux équipes de terrain tandis qu'Erin demande à Edgar de s'occuper avec elle du côté tactique. À cet instant le téléphone sonne, c'est Jack. Erin le prend. Jack lui apprend que Ronnie a été abattu par le ravisseur d'Andrew et qu'il le poursuit, pensant qu'il pourrait le conduire à l'endroit où Heller est détenu. Erin s'énerve, tous deux avaient un accord et Jack ne respecte pas sa part du marché. Erin annonce aux agents la mort de Ronnie et demande à tous de se concentrer sur la capture de Jack, considéré comme une entrave à l'enquête. Chloé, inquiète pour Andrew, s'informe par téléphone mais rien de nouveau, le visionnage des caméras de vidéo-surveillance n'ayant rien donné de concluant. Sarah demande de l'aide à Chloe qui lui donne le mot de passe dont elle a besoin. Elle refuse de se déplacer pour l'aider, lui demandant de la laisser tenter de chercher son ami Andrew.
- Sur la route, le ravisseur d'Andrew Paige est très suspicieux. Il téléphone à Omar et lui annonce qu'il détient Andrew Paige. Omar lui demande d'obtenir de lui ce qu'il a dit à la Cellule en s'en tenant au plan initial. L'autre lui explique qu'il a dû tuer un agent fédéral. Certain de ne pas être suivi, Omar lui demande quand même de s'en assurer puis raccroche. Il change de voie sur l'autoroute et emprunte brusquement la sortie, sous les yeux éberlués de Jack qui, ne le voyant pas reparaître, prend la sortie à contresens. Il le repère enfin et le suit.
- Dans le hangar, Audrey voit son père revenir. Il lui explique qu'ils vont lui faire un procès pour crimes contre l'humanité dans moins de trois heures. Omar entre et présente à Heller la liste des crimes dont il est selon eux accusé et lui demande de la signer. James refuse et jette le document à terre mais Omar ordonne à ses hommes de tuer Audrey. Il finit donc par le signer.

### De 09:15:19 à 09:23:32
- À la Cellule anti-terroriste, Erin s'informe auprès de Curtis et d'Edgar pour savoir s'il y a du nouveau pour Jack mais ce n'est pas le cas. Concernant la recherche d'Heller, Curtis va retourner interroger Richard sous peu et Sarah travaille sur les empreintes des ravisseurs, cela n'ayant pour l'instant rien donné. Rien ne semble avancer et cela met Erin assez en colère lorsque Sarah lui annonce que le Président est au bout du fil. Il vient d'apprendre que Ronnie a été abattu et lui demande où ils en sont. Elle lui dit que Jack est sur les traces d'un suspect et qu'ils espèrent bien retrouver James et sa fille avant que le procès ne commence. Embarrassée, elle lui demande s'il accepterait par avance de la laisser donner l'assaut même si la sécurité du Ministre ne pouvait pas être assurée, risquant ainsi sa mort. Il lui donnera sa réponse si un tel scénario venait à se produire. Curtis décroche son téléphone. Au bout du fil, une certaine Marianne. Elle demande à Curtis pourquoi, alors qu'il est en train de recruter du personnel supplémentaire, il a rayé son nom de la liste alors qu'elle a toutes les compétences requises. Selon lui, il n'est pas possible que tous deux puissent travailler ensemble. On apprend alors qu'elle et Curtis ont couché ensemble et que Curtis ne lui parle plus. Selon lui, elle se serait servie de lui pour sa carrière. Marianne lui annonce qu'elle compte proposer ses services à Erin puis raccroche le combiné. Chloé accepte d'aider Jack et commence à enclencher la surveillance satellite. Edgar arrive à son poste et lui demande à qui elle parle. Suspicieux, il se voit répondre que c'était personnel. Il annonce à Sarah qu'il trouve que Chloe a un comportement étrange. Au même instant, Curtis monte dans le bureau d'Erin, qui lui annonce qu'elle vient d'avoir un coup de fil de Marianne Taylor. Celle-ci a des informations top secrètes sur les nouveaux systèmes et protocoles de la Cellule et accuse Curtis de les lui avoir confiés sur l'oreiller. Celui-ci dément. Pour éviter une possible enquête, Erin lui a demandé de venir travailler à la Cellule et demande à Curtis de faire avec. Erin en profite pour lui demander s'il y a des avancées avec Richard. Le détecteur de mensonges le disculpe de toute participation dans l'enlèvement de son père. En revanche, il est plus partagé en ce qui concerne le fait qu'il n'aurait dit à personne que son père viendrait chez lui ce matin. Comme une enquête sur ses coups de fil prendraient trop de temps, Erin demande à Curtis d'employer d'autres moyens. Réticent, ne sachant pas s'il est coupable de quelque chose, Curtis se voit obligé de le faire.
- Sur la route, Jack a retrouvé le suspect et continue à le poursuivre. Jack appelle Chloé à la Cellule afin d'avoir la surveillance satellite au-dessus des Canyons.
- Chez les Araz, Behrooz rentre à la maison. Sa mère est en train de trier son courrier. Il lui annonce que Debbie l'a suivi jusqu'au hangar et qu'elle l'a vu. Son père lui demande maintenant de faire venir Debbie chez eux, et il a peur qu'il s'en prenne à elle. Il demande à sa mère de lui parler et de le calmer. Elle lui promet de faire son possible. Elle va essayer de le joindre.

### De 09:28:03 à 09:38:06
- À la Cellule anti-terroriste, Curtis entre dans la salle d'interrogatoire où se trouve Richard pour l'interroger. Il le fait attacher à sa chaise. Erin entre dans la salle et assiste à l'interrogatoire derrière la vitre sans tain. Curtis tente d'en savoir plus auprès de Richard mais celui-ci continue de nier. Alors que le bourreau s'apprête à le piquer avec un produit agissant sur le système nerveux, Curtis l'arrête. Il rejoint Erin et lui dit qu'il ne peut pas le faire, il trouve cela injustifié mais Erin campe sur ses positions et lui ordonne de le faire. Curtis propose de tester la désorientation sensorielle avec Richard. Erin accepte. De son côté, après avoir appelé Jack, Chloé arrive à capter une caméra de vidéo-surveillance dans les parages et aperçoit Andrew en train de se faire battre. Elle appelle alors Jack et lui annonce qu'elle voit tout, lui demandant d'arrêter cela. Jack ne peut pas intervenir maintenant car ils perdraient toute chance de retrouver le Ministre de la Défense. Chloe voyant la scène demande expressément à Jack de les arrêter. Sarah arrive à cet instant et demande un renseignement à Chloe, qui l'envoie promener. Sarah tente de savoir pourquoi elle est désagréable avec tout le monde. Celle-ci lui rétorque que c'est uniquement avec elle. Elle retourne à son poste, la traitant de « pétasse ». À la suite du sauvetage d'Andrew par Jack, Chloe appelle une ambulance pour aller le récupérer puis se rend aux toilettes. Elle croise Curtis qui lui demande si ça va mais elle ne lui répond pas. Arrivée aux toilettes, elle s'enferme dans un cabinet et pleure.
- Au café, Navi reçoit un appel de sa femme qui lui dit que Behrooz est très préoccupé à cause du sort qu'il risque de réserver à Debbie. Navi est embêté car il sait que son fils tient à cette fille, mais maintenant qu'elle a vu le hangar, cela devient préoccupant. Behrooz rentre alors. Navi demande à sa femme de s'en occuper. Elle accepte et raccroche. Sa mère dit alors à Behrooz qu'il n'est plus obligé de faire venir Debbie. Celui-ci, heureux, saute au cou de sa mère et la remercie.
- Sur la route, Jack poursuit toujours le ravisseur d'Andrew. Ce dernier annonce au jeune homme qu'ils vont bientôt s'arrêter et qu'il va devoir le convaincre que ce qu'il a vu sur Internet ne sera pas une entrave pour ce qui a été prévu. Il tourne soudain précipitamment à gauche dans une petite allée sablonneuse et rejoint deux hommes en contrebas. Jack s'arrête en haut pour ne pas être repéré et récupère ses armes dans son coffre. À cet instant, Chloe l'appelle et lui annonce qu'il faudra encore un peu de temps pour le satellite car la Cellule est débordée. Elle lui demande sa nouvelle position pour réactualiser la demande. Elle ne comprend pas, il n'y a rien à cet endroit. Jack lui dit qu'il doit justement aller voir ce qui se passe et raccroche. Le ravisseur d'Andrew le tire alors à l'extérieur de la voiture et lui pose son arme sur le front. Les deux autres le ramassent et le traînent avant de le plaquer contre la voiture. Pendant ce temps, Jack court et les observe d'en haut avec une jumelle. Il voit Andrew se faire rouer de coups tandis que les autres lui demandent à qui il a parlé de ce qu'il a vu sur Internet. Jack prépare alors son arme. Andrew leur répond qu'il a seulement dit à la cellule qu'il avait capté un code sur Internet qu'il n'avait pas pu lire car écrit dans un genre d'arabe. Cependant, ne le croyant pas, ils continuent à le frapper puis finalement le jettent au sol. Le ravisseur appelle donc Omar pour l'informer qu'il n'y a pas de risque, le programmeur n'en savait pas assez pour courir un risque. Omar lui demande de rentrer car il a besoin de lui et lui demande de laisser les deux autres finir de l'interroger et se débarrasser du corps. Jack annonce à Chloe qu'il doit suivre le suspect qui s'en va. Chloe insiste pour qu'il ne laisse pas Andrew entre leurs mains. Jack ne répond pas. Pris de remords, Jack tire sur les deux hommes avant de courir à sa voiture pour suivre le suspect. Il demande à Chloe d'envoyer une ambulance et de lui donner rapidement la couverture satellite dont il a besoin.

### De 09:42:37 à 09:48:55
- Dans le hangar, Heller s'approche de sa fille et lui dit que lorsque le procès va commencer, il faudra qu'elle saisisse sa chance pour s'échapper. Celle-ci le prend dans ses bras et dit qu'elle ne peut pas le laisser seul. Il lui explique qu'il veut qu'elle vive sa vie et qu'elle fonde une famille, c'est tout ce qui importe pour lui.
- Sur la route, Jack appelle Chloe. Celle-ci, encore sous le choc, hésite à répondre. Sarah lui demande si elle veut qu'elle réponde à sa place. Chloe s'empare alors du téléphone. D'après le rapport de la police, Andrew est vraiment mal en point. Chloe s'énerve contre Jack et lui dit qu'elle ne lui pardonnera jamais de ne pas lui être venu en aide plus tôt. Jack essaie de la ramener à la raison : il y a des terroristes sur le territoire national. Chloe lui annonce qu'elle arrête tout et qu'elle compte prévenir Erin. Mais Jack sait qu'elle le soutient, sinon elle l'aurait déjà dénoncé. Revenue à la raison, elle accepte de continuer et l'appellera dès qu'elle aura le satellite.
- À la Cellule anti-terroriste, Sarah présente Marianne Taylor à Erin Driscoll. Elle salue Curtis glacialement. Erin lui demande d'amener Marianne à un poste pour qu'elle commence à travailler. Elle s'excuse de ce qu'elle a dû faire et aurait préféré qu'ils s'entendent. Curtis la laisse à son poste, lui enjoignant de travailler au plus vite. Il passe par le poste de Chloe, suspicieux de par ses agissements, et lui demande de mettre un pare-feu sur le poste de Marianne. Il laisse là Chloe qui reçoit alors un appel de Jack lui demandant où ça en est. Celle-ci lui avoue qu'elle ne pense pouvoir y arriver, Curtis la surchargeant de travail et le réseau étant saturé. Il lui faudrait plus de temps. Seulement dans moins de cinq minutes, ils seront sur une route où ils seront les seules voitures. Il lui faut la surveillance satellite au plus vite. Chloe va tenter ce qu'elle peut. Chloe se met alors à regarder Edgar de travers et soudain, son ordinateur se met à dysfonctionner. Il appelle alors Chloe pour lui demander de l'aide. Elle lui dit que ce genre de choses est déjà arrivé une fois et qu'il peut récupérer ses données dans la salle du serveur. Edgar laisse alors son poste à Chloe. Marianne la regarde et voit qu'elle lance un programme depuis le poste d'Edgar avant de regagner son poste. Elle appelle alors Jack et lui dit qu'elle a trouvé une couverture mais qu'elle n'est pas continue. Elle doit le repositionner. Jack lui annonce que le suspect va faire une pause dans une station service. Elle le rappellera quand la couverture sera en place.

### De 09:53:17 à 09:59:57
- À la Cellule anti-terroriste, Edgar revient de la salle du serveur. Il retourne à son poste et fait la connaissance de Marianne. Elle lui demande des renseignements sur la situation actuelle. Il lui dit que le Ministre de la Défense a été enlevé mais elle le savait déjà, elle demande en fait des renseignements sur la stratégie. Edgar lui dit qu'il est occupé mais elle insiste. Il lui explique alors que la Cellule pense que Jack poursuit un terroriste, mais qu'il agit seul de son côté. Elle le remercie. Du côté de la salle des interrogatoires, Richard est toujours sous le processus de désorientation sensorielle destiné à lui ôter l'ouïe et la vue. Curtis entre alors dans la salle, lui enlève son casque et sa visière et allume fortement la lumière, ce qui lui fait fermer les yeux. Il demande à Richard combien de temps il pense avoir passé là comme ça. Il lui répond trois ou quatre heures, alors qu'il n'y a passé qu'une demi-heure, ayant perdu la notion du temps. Il lui repose la même question afin de savoir à qui Richard a parlé de la visite de son père ce matin. Refusant de parler, Curtis remet le casque et la visière à Richard, éteint la lumière et sort de la pièce pendant que Richard hurle tant qu'il peut pour qu'on arrête.
- À la station service, le suspect fait la queue à la caisse pour payer. Jack est toujours assis dans sa voiture, attendant qu'il sorte. Il appelle alors Chloe pour avoir des nouvelles mais elle est toujours en attente alors elle lui demande de trouver un moyen de le retenir pour avoir plus de temps. Après quelques minutes, Jack rappelle Chloe qui lui annonce qu'il va encore lui falloir cinq minutes, là où il n'en a pas plus de deux. Il doit donc trouver un moyen de le retenir. Il sort de sa voiture, récupère son matériel dans son coffre puis se dirige vers la boutique de la station. Il regarde à l'intérieur, enfile une cagoule et s'empare de son arme qu'il charge avant de rentrer dans la boutique et simuler un braquage, demandant à tout le monde de lever les mains en l'air et de ne pas bouger.
- Chez les Araz, Behrooz voit Debbie arriver devant la maison. Il questionne sa mère à propos de sa présence ici. Celle-ci lui explique qu'elle l'a fait venir pour savoir ce qu'elle a vu ce matin et à qui elle en a parlé. Si elle n'en a parlé à personne comme le prétend Behrooz, il n'y aura aucun problème. Pour la faire venir, elle lui a fait croire qu'elle voulait aider dans leur relation à elle et son fils. Elle ordonne à Behrooz de faire ce qu'on lui dit, tellement de choses sont en jeu. Dina va ouvrir la porte à Debbie qui entre, saluant Behrooz. Dina la conduit dans le salon puis s'absente pour faire du thé. Debbie est contente que Dina l'ait appelée, elle pense que tout cela est bénéfique pour leur relation. Behrooz essaie de la mettre en garde mais celle-ci ne voit que le bien que cette conversation peut apporter. Behrooz se dirige donc vers la cuisine et regarde sa mère préparer le thé à travers les carreaux. Ils échangent un regard.

## Distribution
(par ordre d'apparition au générique)

### Acteurs principaux
- Kiefer Sutherland : Jack Bauer
- Kim Raver : Audrey Raines
- Alberta Watson : Erin Driscoll
- William Devane : James Heller

### Invités
(Avec/Guest Starring)
- Jonathan Ahdout : Behrooz Araz
- Roger Cross : Curtis Manning
- Lukas Haas : Andrew Paige
- Louis Lombardi : Edgar Stiles
- Logan Marshall-Green : Richard Heller
- Lana Parrilla : Sarah Gavin
- Geoff Pierson : Le Président John Keeler
- Mary Lynn Rajskub : Chloe O'Brian
- Nestor Serrano : Navi Araz
- Aisha Tyler : Marianne Taylor
- Tony Plana : Omar
- Anil Kumar : Kalil Hasan
- Leighton Meester : Debbie Pendleton
- Matt Salinger : Mark Kanar
- Myndy Crist : Melissa
- Shohreh Aghdashloo : Dina Araz

### Reste de la distribution
(Avec/Co-Starring)
- Nicholas Kadi : Ahmet
- Butch Klein : Agent Eric Richards

## Diffusions
(liste non exhaustive)
| Date              | Pays       | Chaîne | Commentaire                  |
| ----------------- | ---------- | ------ | ---------------------------- |
| 10 janvier 2005   | États-Unis | FOX    | Première diffusion mondiale  |
| 1er décembre 2005 | France     | C+     | Première diffusion française |